# إبراهيم عبد الله الدايل
إبراهيم بن عبد الله بن إبراهيم الدايل هو عضو في مجلس الشورى السعودي منذ سنة 1438هـ. حضر إبراهيم الدايل دورات في التحليل المالي وتقييم المخاطر الائتمانية وإدارة الحافظ الاستثمارية والمهارات الإدارية والقيادية من أهمها برنامج بنك تشيس مانهاتن، نيويورك (في الفترة من نوفمبر 1984م إلى أكتوبر 1985م) إضافة إلى المشاركة في العديد من الندوات والمعارض المتخصصة في العديد من المجالات الصناعية والاستثمارية.

## الحياة التعليمية
درس إبراهيم الدايل بكالوريوس إدارة أعمال في جامعة بورتلاند، بالولايات المتحدة الأمريكية عام 1982م.

## الحياة المهنية
- عضو مجلس الشورى اعتباراً من 3/3/1438هـ.[2]
- نائب مدير إدارة الائتمان في صندوق التنمية الصناعية السعودي اعتباراً من 24/6/1426 هـ إلى 27/7/1429هـ.
- مدير قسم ائتمان في صندوق التنمية الصناعية السعودي اعتباراً من 19/1/1421هـ إلى 23/6/1426هـ.
- رئيس فريق اقراض في صندوق التنمية الصناعية السعودي اعتباراً من 1/7/1414 هـ إلى 18/1/1421 هـ.
- مدير مشروع في صندوق التنمية الصناعية السعودي اعتباراً من 20/12/1409هـ إلى 30/6/1414هـ.
- محلل مشاريع في صندوق التنمية الصناعية السعودي اعتباراً من 19/2/1408هـ إلى 19/12/1409هـ.
- مستشار استثمار إدارة الاستثمار الأجنبي إعارة لدى مؤسسة النقد العربي السعودي اعتباراً من 18/2/1406 هـ إلى 18/2/1408 هـ.
- مساعد محلل مشاريع في صندوق التنمية الصناعية السعودي اعتباراً من 2/7/1404هـ إلى 18/2/1406 هـ.
- باحث إداري في وزارة الحرس الوطني اعتباراً من 4/12/1403هـ إلى 1/7/1404 هـ.

## عضويات المجالس واللجان
- عضو سابق في مجلس إدارة، شـــــــركة الاســـتثمارات الرائدة (رائد).
- عضو سابق في لجنة المراجعة، الشــركة الوطنية للبتروكيماويات (بترويكم).
- عضو لجنة القروض، صندوق التنمية الصناعية السعودي.
- عضو لجان مراجعة القروض، صندوق التنمية الصناعية السعودي.

## وصلات خارجٍية
- صفحة إبراهيم عبد الله الدايل على موقع مجلس الشورى السعودي الرسمي